# Valletot
Valletot település Franciaországban, Eure megyében. Lakosainak száma 411 fő (2022. január 1.). Valletot Le Perrey községgel határos.

## Népesség
A település népessége az elmúlt években az alábbi módon változott:
| Lakosok száma | 211  | 216  | 231  | 301  | 352  | 391  | 424  | 441  | 431  | 411  |
|               | 1968 | 1982 | 1990 | 2006 | 2013 | 2015 | 2017 | 2019 | 2020 | 2022 |